# Specie di Aconitum
Elenco delle specie di Aconitum:

## A

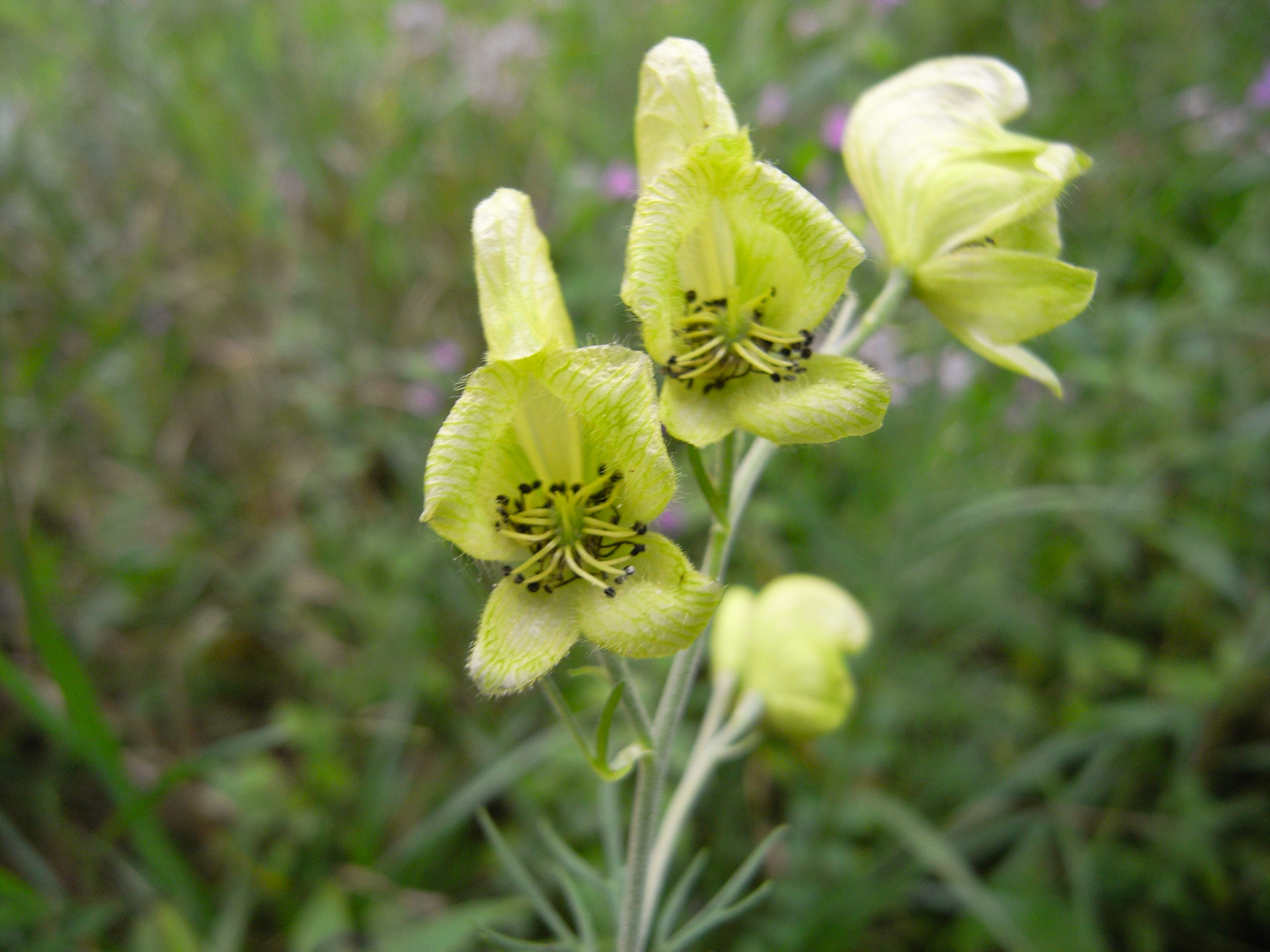
Aconitum anthora

- Aconitum abietetorum W.T.Wang & L.Q.Li, 1987
- Aconitum acutiusculum H.R.Fletcher & Lauener, 1950
- Aconitum ajanense Steinb., 1937
- Aconitum alboflavidum W.T.Wang, 1983
- Aconitum alboviolaceum Kom., 1901
- Aconitum alpinonepalense Tamura, 1968
- Aconitum ambiguum Rchb., 1819
- Aconitum amplexicaule Lauener, 1964
- Aconitum angulatum Tamura, 1968
- Aconitum angusticassidatum Steinb., 1937
- Aconitum angustifolium Bernh. ex Rchb., 1820
- Aconitum anthora L., 1753
- Aconitum apetalum (Huth) B.Fedtsch., 1937
- Aconitum aquilonare A.Kern. ex Gáyer, 1911
- Aconitum artemisiifolium A.I.Baranov & Skvortsov, 1966
- Aconitum asahikawaense Kadota, 2012
- Aconitum assamicum Lauener, 1963
- Aconitum × austriacum Mucher, 1993
- Aconitum austrokoreense Koidz., 1934
- Aconitum axilliflorum Vorosch., 1941
- Aconitum azumiense Kadota & Hashido, 1991

## B

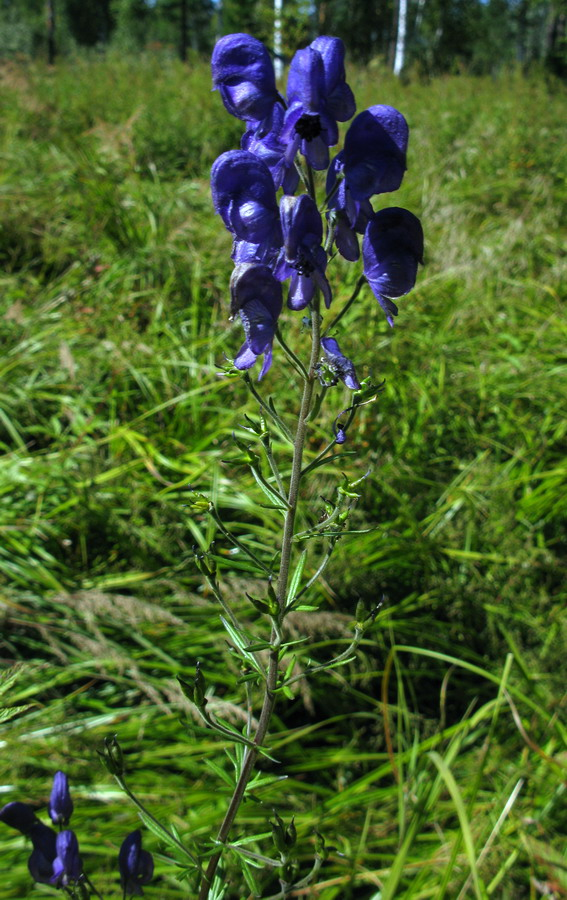
Aconitum baicalense.

- Aconitum baburinii (Vorosch.) Schlotgauer, 1958
- Aconitum baicalense (Regel) Turcz. ex Rapaics, 1937
- Aconitum bailangense Y.Z.Zhao, 1985
- Aconitum barbatum Patrin ex Pers., 1806
- Aconitum × bartokianum Starm.
- Aconitum basitruncatum W.T.Wang
- Aconitum × baumgartenianum Simonk.
- Aconitum × berdaui Zapal.
- Aconitum bhedingense Lauener, 1963
- Aconitum bhutanobulbilliferum Kadota
- Aconitum × bicolor Schult.
- Aconitum biflorum Fisch. ex DC., 1817
- Aconitum brachypodum Diels, 1912
- Aconitum bracteolatum Lauener, 1963
- Aconitum brevicalcaratum (Finet & Gagnep.) Diels, 1939
- Aconitum brevilimbum Lauener, 1963
- Aconitum brevipes (W.T.Wang) Luferov & Erst, 2017
- Aconitum brevipetalum W.T.Wang, 1965
- Aconitum brunneum Hand.-Mazz., 1939
- Aconitum bucovinense Zapal., 1908
- Aconitum × bujbense Stepanov, 1993
- Aconitum bulbilliferum Hand.-Mazz., 1925
- Aconitum bulleyanum Diels, 1912
- Aconitum burnatii Gáyer, 1909

## C
- Aconitum calthifolium Comber, 1934
- Aconitum × cammarum L., 1762

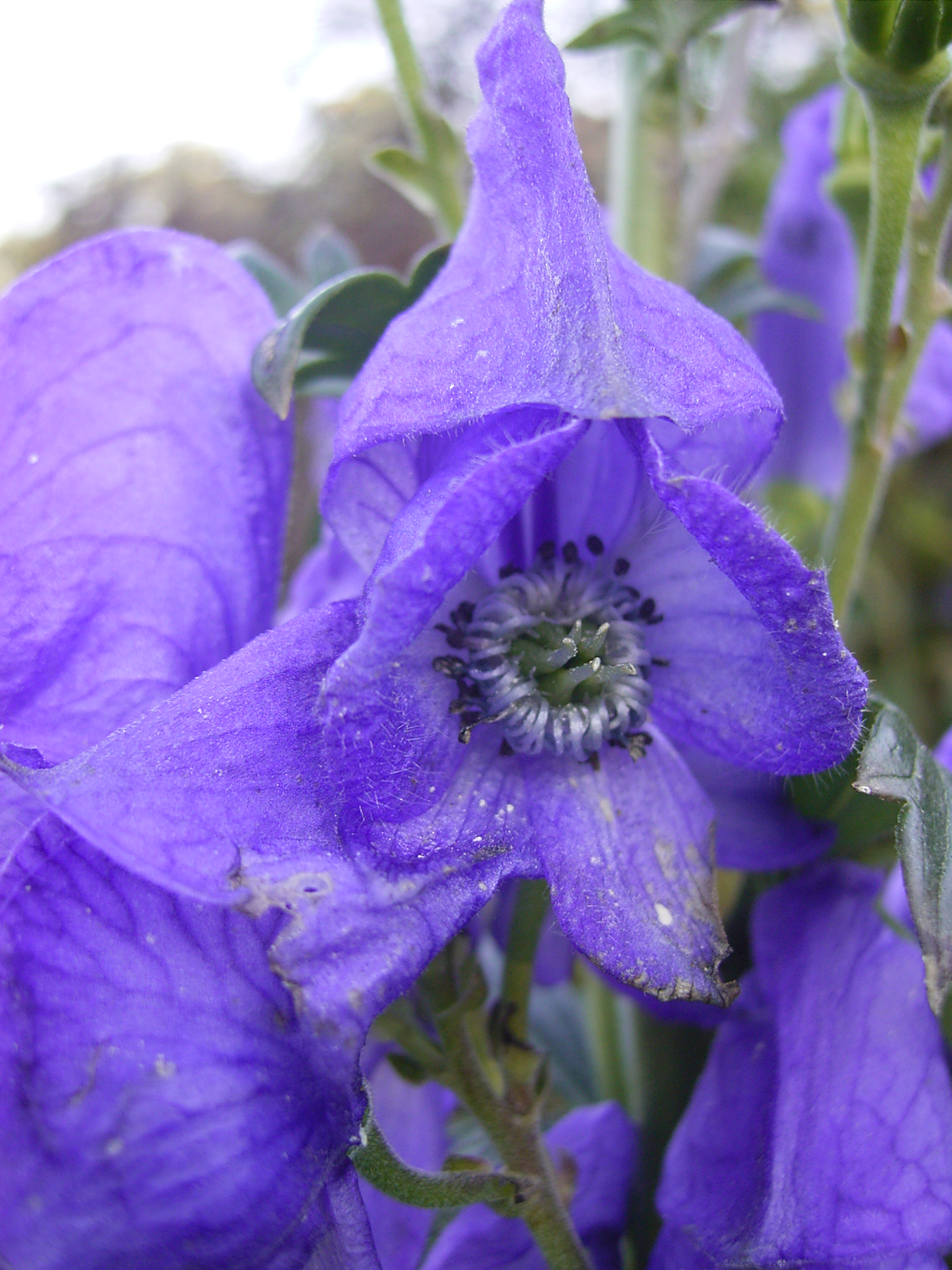
Aconitum carmichaelli

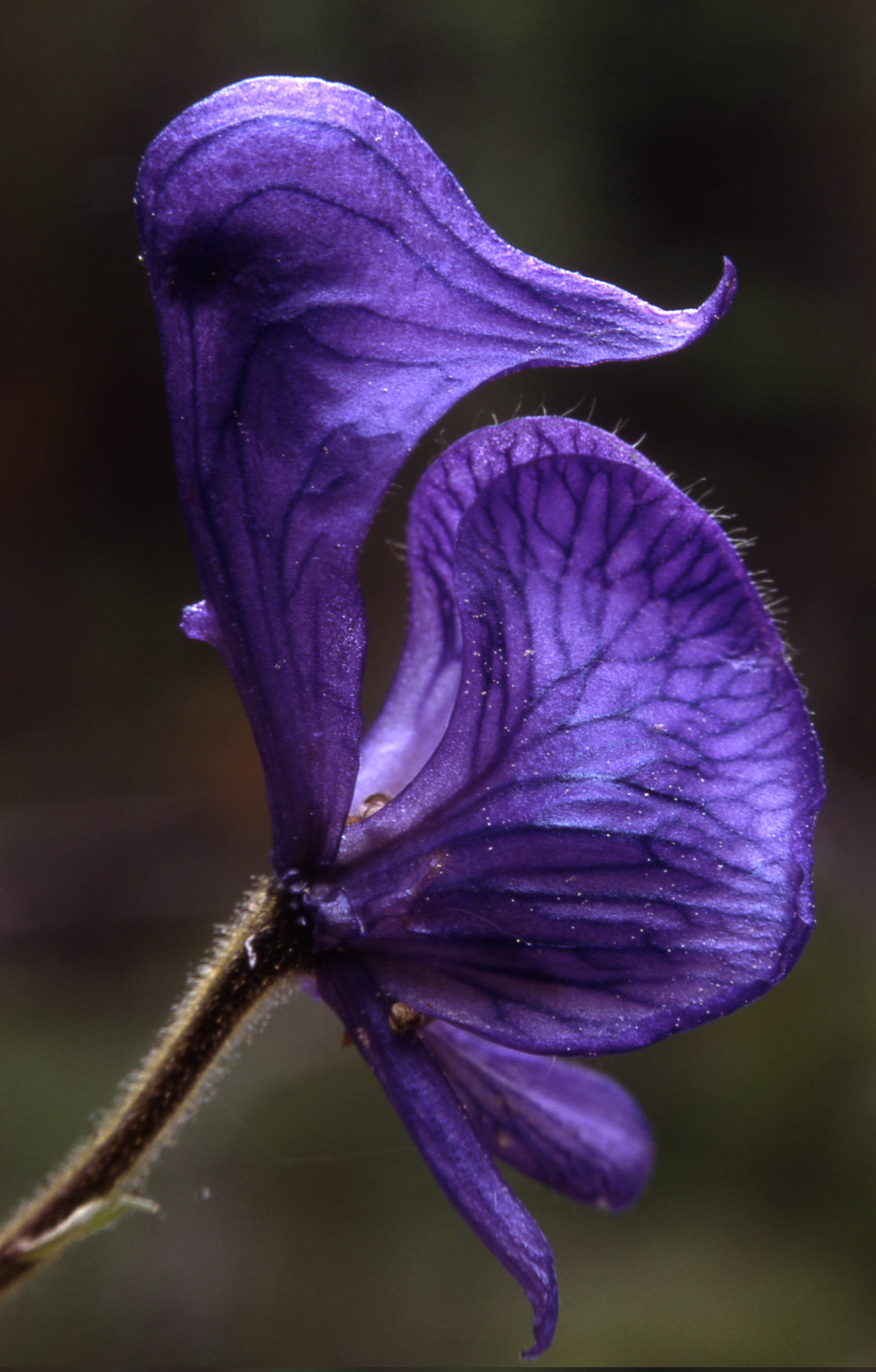
Aconitum columbianum

- Aconitum campylorrhynchum Hand.-Mazz., 1939
- Aconitum cannabifolium Franch. ex Finet & Gagnep., 1904
- Aconitum carmichaeli Debeaux, 1879
- Aconitum changianum W.T.Wang, 1965
- Aconitum charkeviczii Vorosch., 1984
- Aconitum chasmanthum Stapf ex Holmes, 1903
- Aconitum chayuense W.T.Wang, 1904
- Aconitum chiachaense W.T.Wang, 1979
- Aconitum chilienshanicum W.T.Wang, 1974
- Aconitum chinense Siebold ex Siebold & Zucc., 1838
- Aconitum chloranthum Hand.-Mazz., 1924
- Aconitum chrysotrichum W.T.Wang, 1979
- Aconitum chuianum W.T.Wang, 1965
- Aconitum cochleare Vorosch., 1943
- Aconitum columbianum Nutt., 1838
- Aconitum consanguineum Vorosch., 1978
- Aconitum contortum Finet & Gagnep., 1904
- Aconitum coreanum (H.Lév.) Rapaics, 1907
- Aconitum crassiflorum Hand.-Mazz., 1931
- Aconitum crassifolium Steinb., 1937
- Aconitum curvipilum Riedl, 1978
- Aconitum cymbulatum (Schmalh.) Lipsky, 1899
- Aconitum × czarnohorense (Zapal.) Mitka, 2003

## D

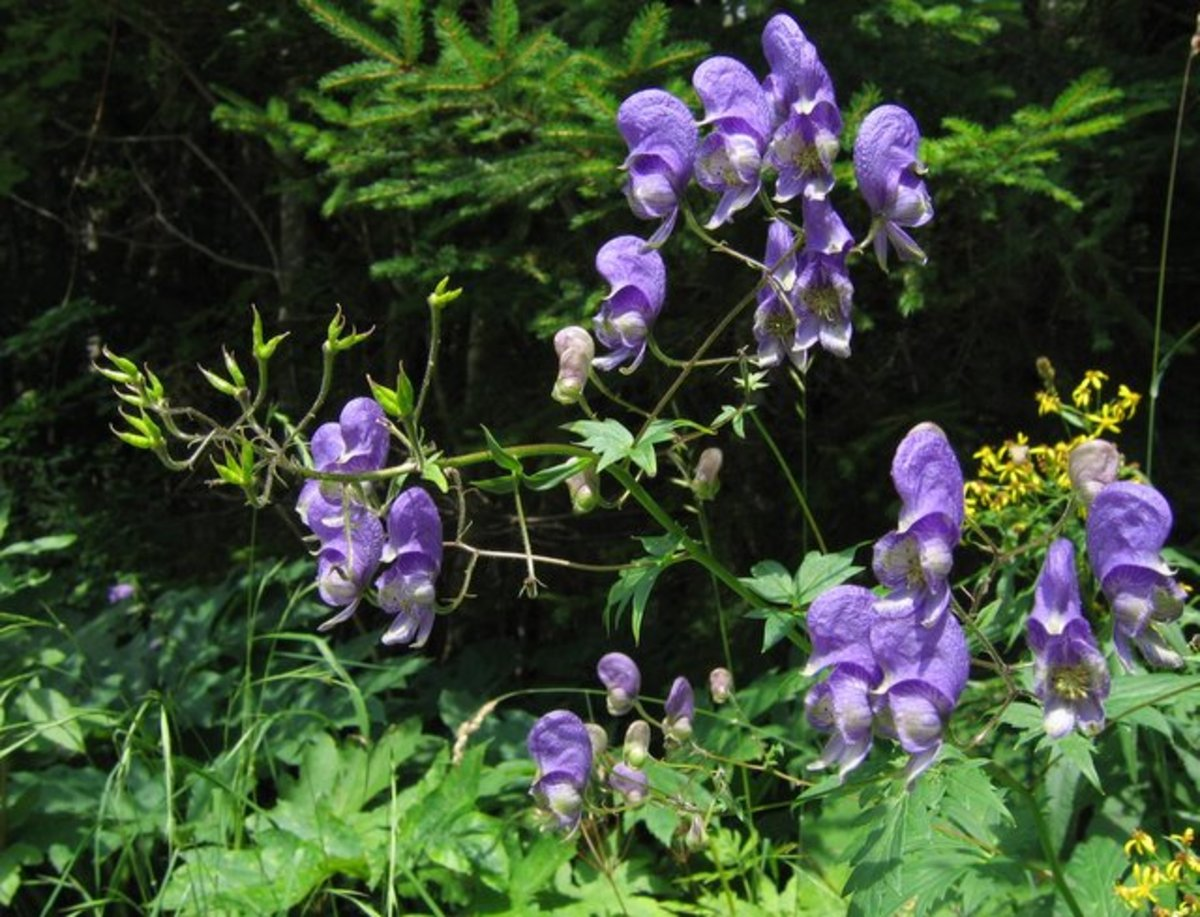
Aconitum degenii

- Aconitum daxinganlinense Y.Z.Zhao, 1983
- Aconitum decipiens Vorosch. & Anfalov, 1943
- Aconitum degenii Gáyer, 1906
- Aconitum delavayi Franch., 1886
- Aconitum delphinifolium DC., 1817
- Aconitum desoulavyi Kom.
- Aconitum dhwojii Lauener, 1963
- Aconitum diqingens Q.E.Yang & Z.D.Fang, 1990
- Aconitum dissectum D.Don, 1825
- Aconitum dolichorhynchum W.T.Wang, 1979
- Aconitum dolichostachyum W.T.Wang, 1979
- Aconitum × dragulescuanum Mucher, 1993
- Aconitum duclouxii H.Lév., 1909
- Aconitum dunhuaense S.H.Li, 1975

## E
- Aconitum elliotii Lauener, 1963
- Aconitum elwesii Stapf, 1905
- Aconitum episcopale H.Lév., 1914
- Aconitum × exaltatum Bernh. ex Rchb., 1827

## F
- Aconitum falciforme Hand.-Mazz., 1939
- Aconitum fanjingshanicum W.T.Wang, 1989
- Aconitum ferox Wall. ex Ser., 1823
- Aconitum finetianum Hand.-Mazz., 1939
- Aconitum firmum Rchb., 1819
- Aconitum fischeri Rchb., 1820
- Aconitum flavum Hand.-Mazz., 1939
- Aconitum fletcherianum G.Taylor, 1952
- Aconitum formosanum Tamura, 1959
- Aconitum forrestii Stapf, 1910
- Aconitum franchetii Finet & Gagnep., 1904
- Aconitum fukutomei Hayata, 1996
- Aconitum funiculare Stapf, 1917
- Aconitum fusungense S.H.Li & Y.H.Huang, 1975

## G

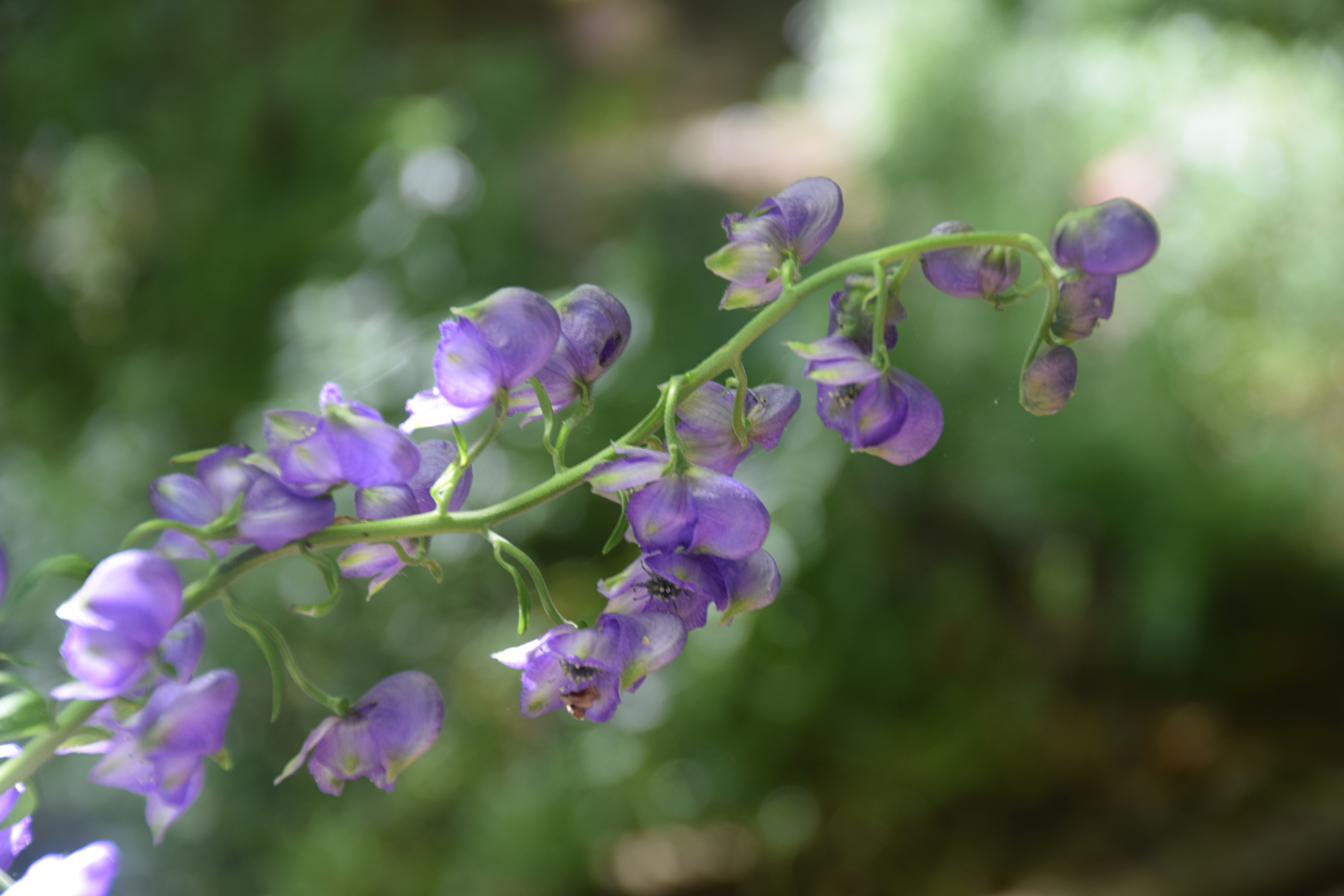
Aconitum ferox.

- Aconitum gassanense Kadota & Sh.Kato, 2003
- Aconitum geniculatum H.R.Fletcher & Lauener, 1950
- Aconitum georgei Comber, 1934
- Aconitum gigas H.Lév. & Vaniot, 1906
- Aconitum glabrisepalum W.T.Wang, 1979
- Aconitum glandulosum Rapaics, 1907
- Aconitum grandibracteolatum (W.T.Wang) Luferov & Erst, 2017
- Aconitum gubanovii Luferov & Vorosh., 1991

## H
- Aconitum habaense W.T.Wang, 1965

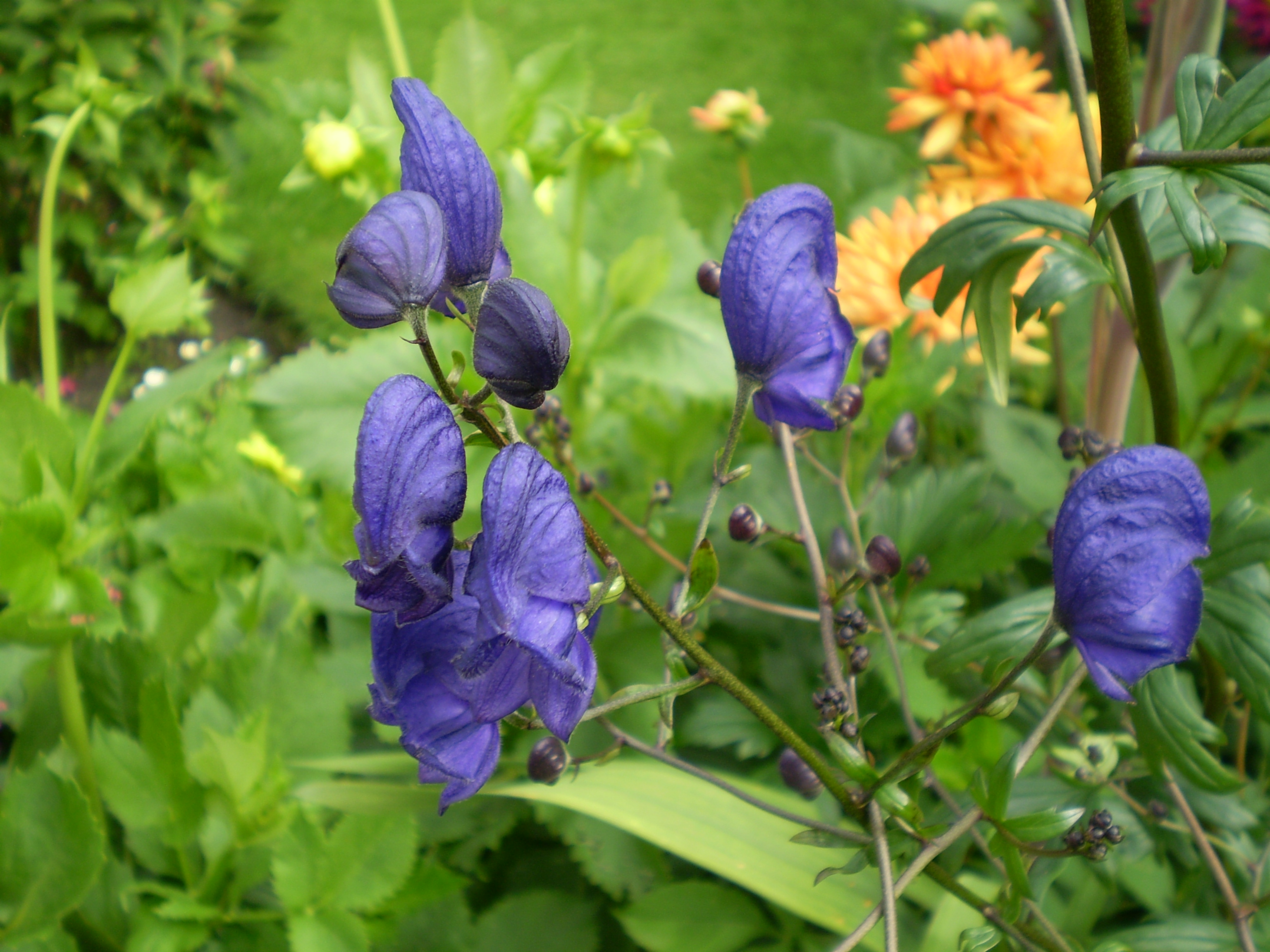
Aconitum henryi.

- Aconitum hamatipetalum W.T.Wang, 1965
- Aconitum × hebegynum DC., 1817
- Aconitum helenae Vorosch., 1984
- Aconitum hemsleyanum E.Pritz., 1900
- Aconitum henryi E.Pritz. ex Diels, 1900
- Aconitum heterophylloides (Brühl) Stapf, 1905
- Aconitum heterophyllum Wall. ex Royle, 1834
- Aconitum hezuoense W.T.Wang, 2015
- Aconitum hicksii Lauener, 1963
- Aconitum hiroshi-igarashii Kadota, 2012
- Aconitum hookeri Stapf, 1905
- Aconitum hopeiense (W.T.Wang) Vorosch., 1989
- Aconitum huiliense Hand.-Mazz., 1931

## I
- Aconitum ichangense (Finet & Gagnep.) Hand.-Mazz., 1939
- Aconitum iidemontanum Kadota, Kita & Ueda, 1999
- Aconitum iinumae Kadota, 2014
- Aconitum ikedae Kadota, 2012
- Aconitum incisofidum W.T.Wang, 1965
- Aconitum infectum Greene, 1909
- Aconitum iochanicum Ulbr., 1913
- Aconitum iranshahrii Riedl, 1978

## J
- Aconitum jaluense Kom., 1901
- Aconitum japonicum Thunb., 1784
- Aconitum jeholense Nakai & Kitag., 1934
- Aconitum jenisseense Polozhij, 1975
- Aconitum jilongense W.T.Wang & L.Q.Li, 1994
- Aconitum jin-muratae Kadota & Nob.Tanaka, 2012

## K

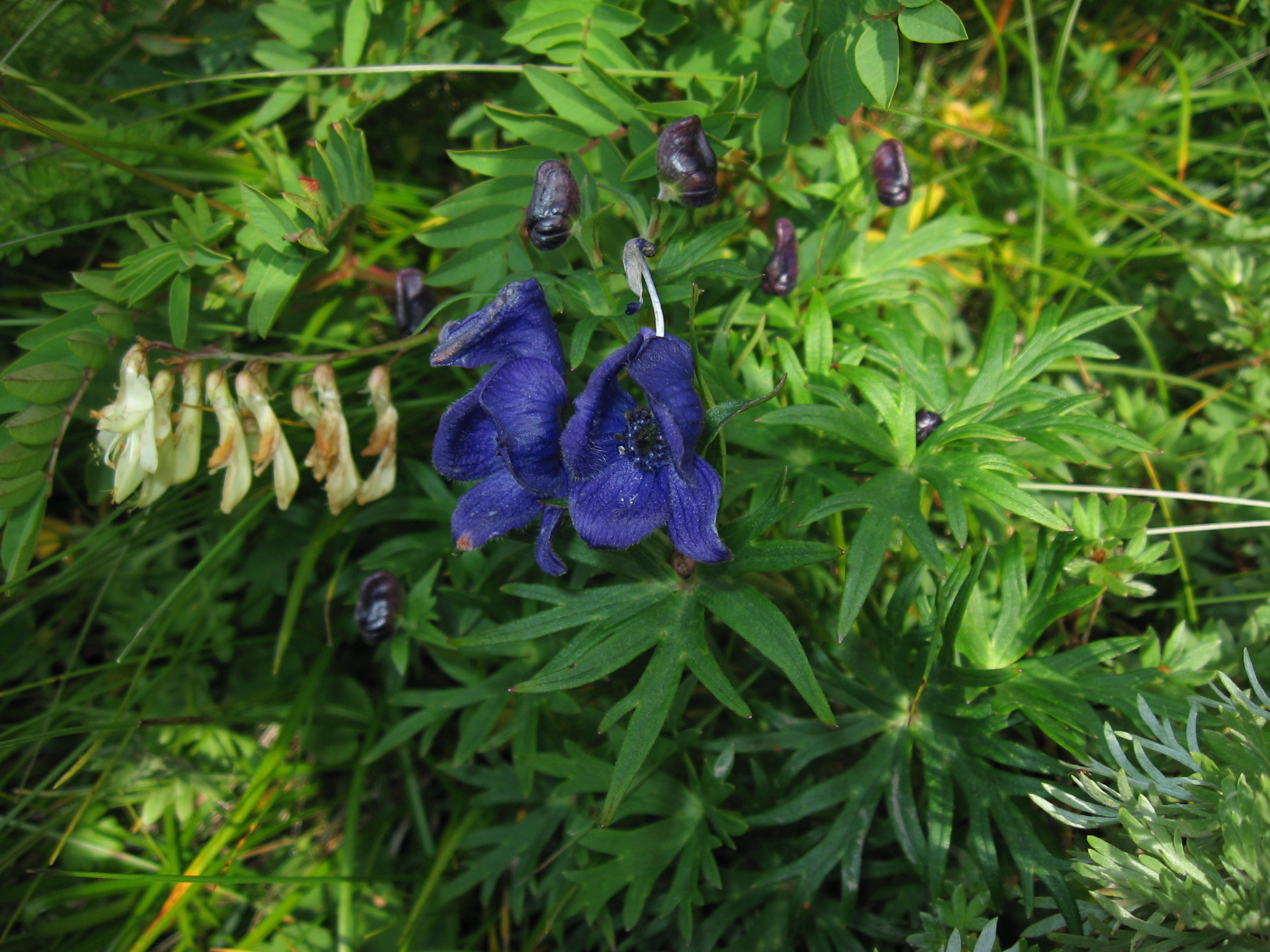
Aconitum kitadakense.

- Aconitum kagerpuense W.T.Wang, 1993
- Aconitum kamelinii A.A.Solovjev, 1998
- Aconitum karafutense Miyabe & Nakai, 1936
- Aconitum karakolicum Rapaics, 1907
- Aconitum khanminthunii A.A.Solovjev & Shmakov, 1997
- Aconitum kirghistanicum Kadota, 1999
- Aconitum kirinense Nakai, 1935
- Aconitum kitadakense Nakai, 1935
- Aconitum kiyomiense Kadota, 1987
- Aconitum komarovianum Nakai, 1950
- Aconitum kongboense Lauener, 1963
- Aconitum korshinskyi Tzvelev, 1997
- Aconitum krasnoboroffii Kadota, 1994
- Aconitum krylovii Steinb., 1937
- Aconitum kunasilense Nakai, 1953
- Aconitum kungshanense W.T.Wang, 1965
- Aconitum kurilense Takeda, 1914
- Aconitum kurramense Qureshi & Chaudhri, 1979
- Aconitum kusnezoffii Rchb., 1823
- Aconitum kuzenevae Vorosch., 1967

## L
- Aconitum laeve Royle, 1834
- Aconitum laevicaule W.T.Wang, 1983
- Aconitum lamarckii Rchb., 1825

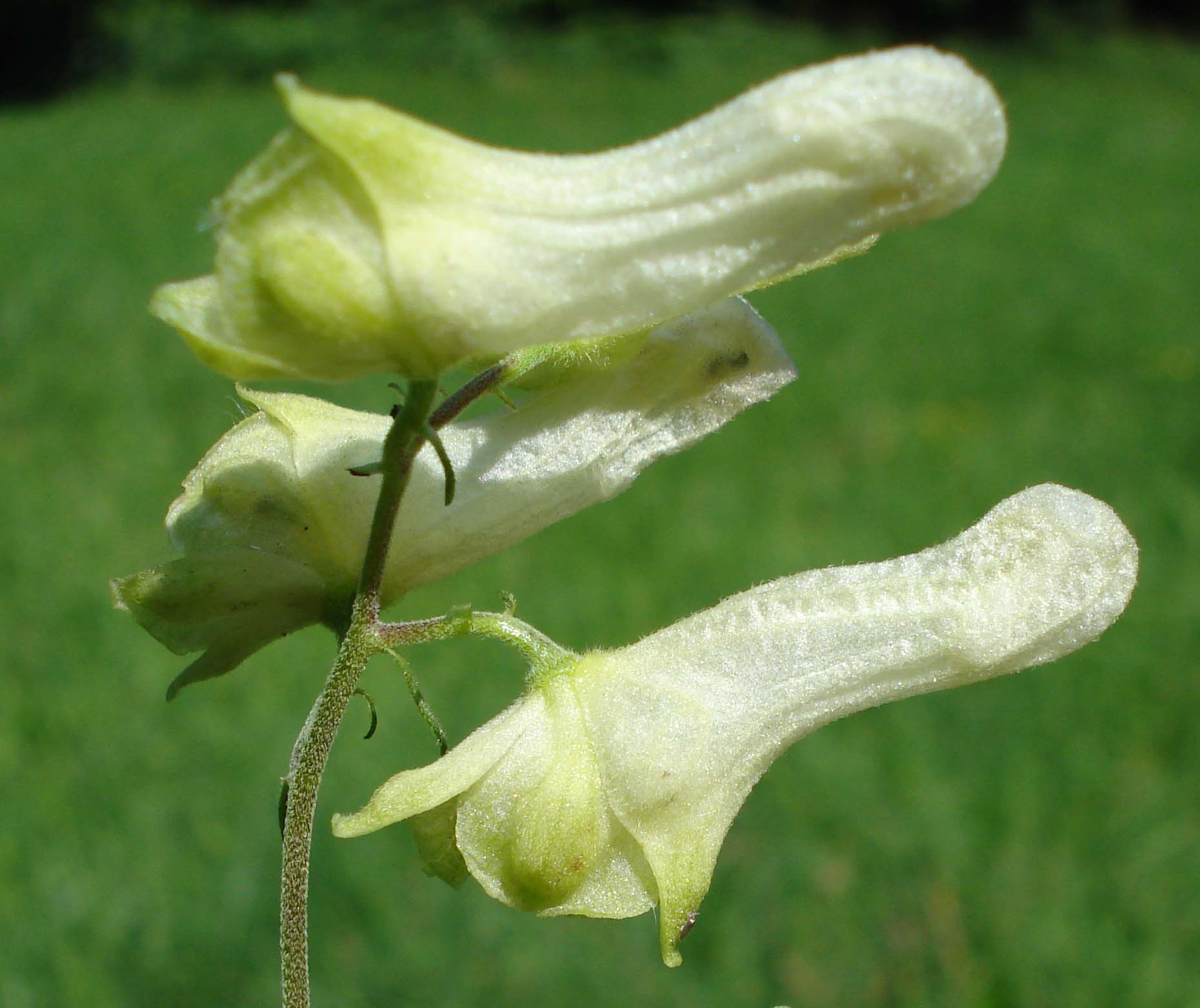
Aconitum lycoctonum subsp. lycoctonum

- Aconitum lasianthum (Rchb.) Simonk., 1887

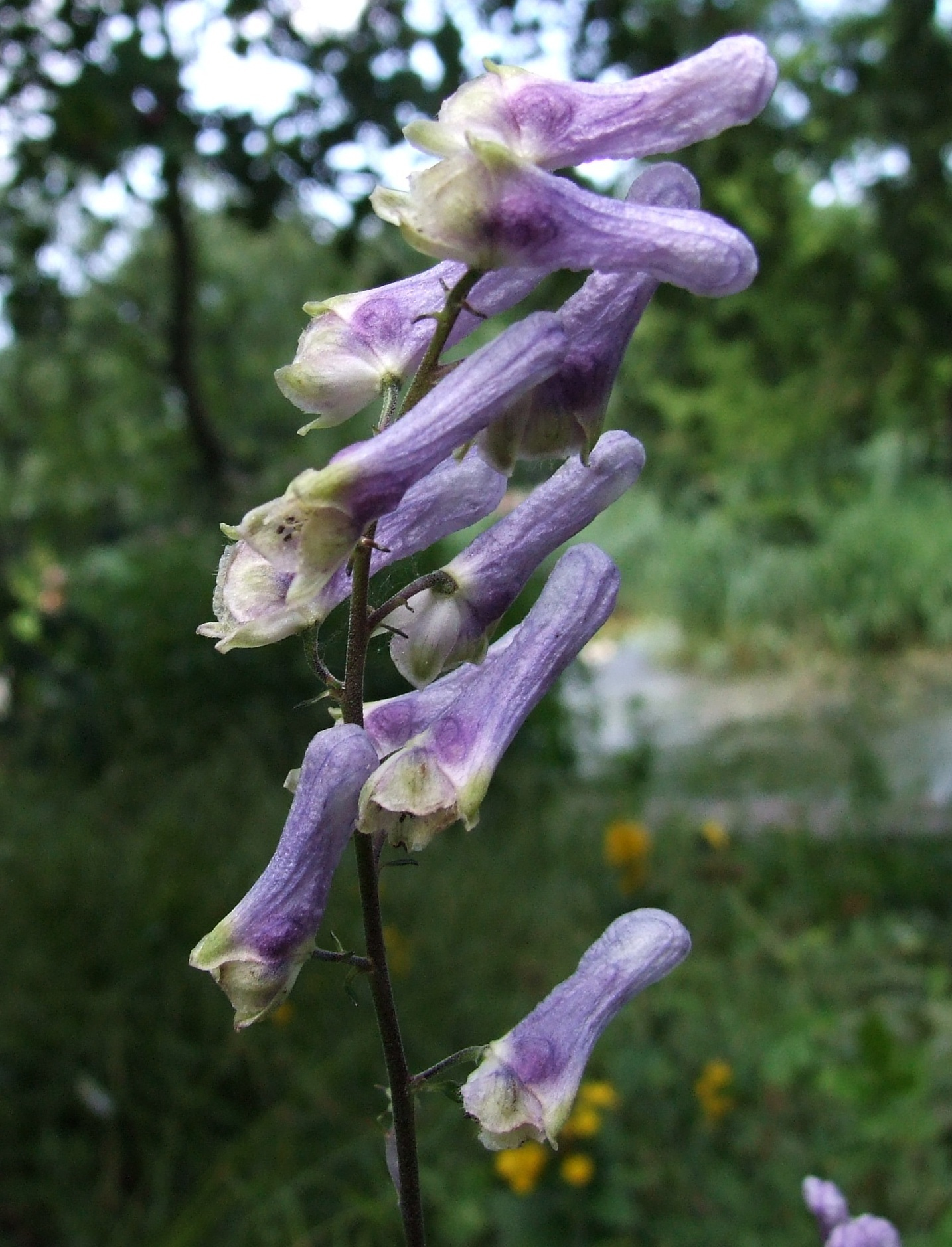
Aconitum lycoctonum subsp. moldavicum

- Aconitum lasiocarpum (Rchb.) Gáyer, 1911
- Aconitum lasiostomum Rchb. ex Besser
- Aconitum legendrei Hand.-Mazz., 1939
- Aconitum leiwuqiense W.T.Wang, 1980
- Aconitum lethale Griff., 1854
- Aconitum leucostomum Vorosch., 1952
- Aconitum liangshanicum W.T.Wang, 1965
- Aconitum liljestrandii Hand.-Mazz., 1939
- Aconitum limprichtii Hand.-Mazz., 1939
- Aconitum loczyanum Rapaics, 1907
- Aconitum longe-crassidatum Nakai, 1909
- Aconitum longilobum W.T.Wang, 1965
- Aconitum longipedicellatum Lauener, 1963
- Aconitum luanchuanense W.T.Wang, 2015
- Aconitum ludlowii Exell, 1926
- Aconitum lycoctonifolium W.T.Wang & L.Q.Li, 1987
- Aconitum lycoctonum L., 1753

## M
- Aconitum macrorhynchum Turcz. ex Ledeb., 1960
- Aconitum mashikense Kadota & S.Umezawa, 2001
- Aconitum maximum Pall. ex DC., 1817
- Aconitum milinense W.T.Wang, 1965
- Aconitum miyabei Nakai, 1917
- Aconitum moldavicum Hacq., 1790
- Aconitum monanthum Nakai, 1914
- Aconitum monticola Steinb., 1937
- Aconitum moschatum (Brühl) Stapf, 1905

## N
- Aconitum nagarum Stapf, 1905
- Aconitum nakaoi Tamura, 1962
- Aconitum namlaense W.T.Wang, 1993

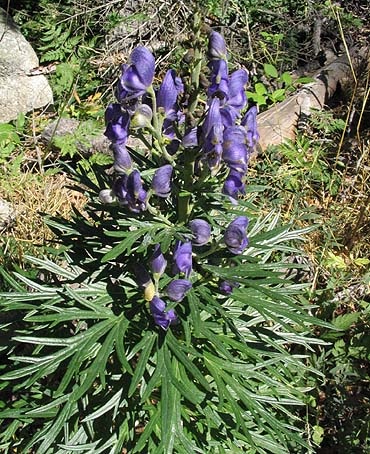
Aconitum napellus

- Aconitum × nanum (Baumg.) Simonk., 1887
- Aconitum napellus L., 1753
- Aconitum nasutum Fisch. ex Rchb., 1823
- Aconitum naviculare (Brühl) Stapf, 1905
- Aconitum nemorum Popov, 1935
- Aconitum neosachalinense H.Lév., 1909
- Aconitum nielamuense W.T.Wang, 1979
- Aconitum nipponicum Nakai, 1917
- Aconitum noveboracense A.Gray ex Coville, 1886
- Aconitum novoluridum Munz, 1945
- Aconitum nutantiflorum P.K.Chang ex W.T.Wang, 1965

## O
- Aconitum ochotense Rchb., 1823
- Aconitum okuyamae Nakai, 1953
- Aconitum orientale Mill., 1768
- Aconitum orochryseum Stapf, 1922
- Aconitum ouvrardianum Hand.-Mazz., 1931
- Aconitum ovatum Lindl., 1840

## P
- Aconitum palmatum D.Don, 1825
- Aconitum paradoxum Rchb., 1821
- Aconitum parcifolium Q.E.Yang & Z.D.Fang, 1990
- Aconitum paskoi Vorosch., 1943
- Aconitum × pawlowskii Mitka & Starm., 2000
- Aconitum pendulicarpum P.K.Chang ex W.T.Wang, 1965
- Aconitum pendulum N.Busch, 1905
- Aconitum pentheri Hayek, 1917
- Aconitum phyllostegium Hand.-Mazz., 1939
- Aconitum piepunense Hand.-Mazz., 1931
- Aconitum pilopetalum W.T.Wang & L.Q.Li, 1987
- Aconitum plicatum Köhler ex Rchb., 1819
- Aconitum poluninii Lauener, 1964
- Aconitum polycarpum P.K.Chang ex W.T.Wang, 1965
- Aconitum polyschistum Hand.-Mazz., 1939
- Aconitum pomeense W.T.Wang, 1965
- Aconitum popovii Steinb. & Schischk. ex Siplivinskii, 1974
- Aconitum potaninii Kom., 1914
- Aconitum productum Rchb., 1819
- Aconitum prominens Lauener, 1963
- Aconitum pseudobrunneum W.T.Wang, 1982
- Aconitum pseudodivaricatum W.T.Wang, 1965
- Aconitum pseudokongboense W.T.Wang & L.Q.Li, 1986
- Aconitum pseudokusnezowii Vorosch., 1967
- Aconitum pseudolaeve Nakai, 1935
- Aconitum pseudostapfianum W.T.Wang, 1974
- Aconitum pterocaule Koidz., 1913
- Aconitum puchonroenicum Uyeki & Sakata, 1938
- Aconitum pulchellum Hand.-Mazz., 1925
- Aconitum pyramidale Mill., 1768

## R
- Aconitum racemulosum Franch., 1894
- Aconitum raddeanum Regel, 1861
- Aconitum ramulosum W.T.Wang, 1979
- Aconitum ranunculoides Turcz., 1842
- Aconitum reclinatum A.Gray, 1841
- Aconitum refracticarpum P.K.Chang ex W.T.Wang, 1965
- Aconitum refractum (Finet & Gagnep.) Hand.-Mazz., 1939
- Aconitum rhombifolium F.H.Chen, 1943
- Aconitum richardsonianum Lauener, 1963
- Aconitum rilongense Kadota, 1999
- Aconitum rockii H.R.Fletcher & Lauener, 1950
- Aconitum rotundifolium Kar. & Kir., 1842
- Aconitum rotundocassideum W.T.Wang, 2013
- Aconitum rubicundum Fisch. ex Steud., 1840

## S

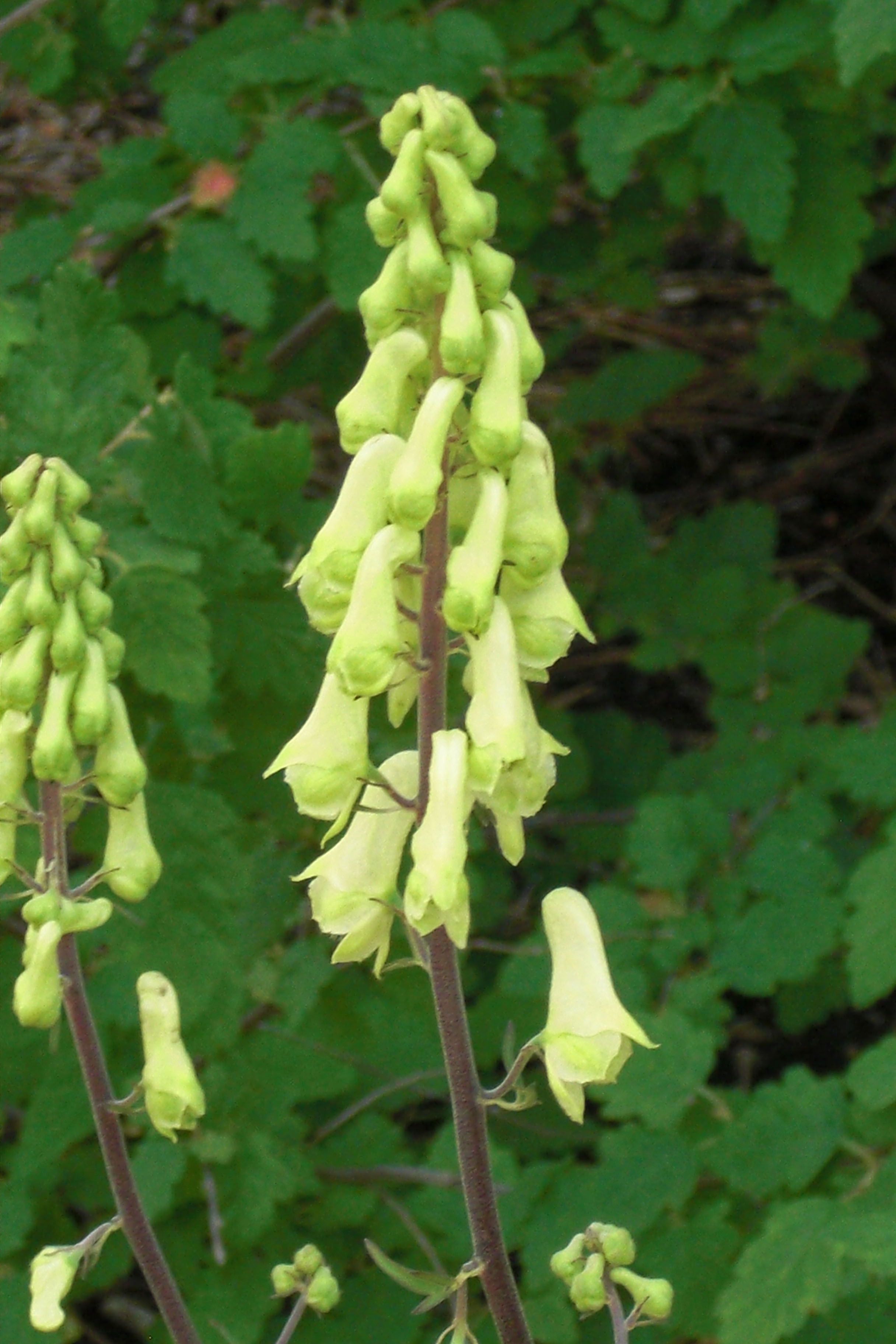
Aconitum septentrionale.

- Aconitum sachalinense F.Schmidt, 1868
- Aconitum sajanense Kuminova, 1939
- Aconitum scaposum Franch., 1894
- Aconitum × schneebergense Gáyer, 1909
- Aconitum sczukinii Turcz., 1840
- Aconitum secundiflorum W.T.Wang, 1983
- Aconitum senanense Nakai, 1908
- Aconitum septentrionale Koelle, 1787
- Aconitum seravschanicum Steinb., 1937
- Aconitum × setosum Grint., 1953
- Aconitum shennongjiaense Q.Gao & Q.E.Yang, 1963
- Aconitum sherriffii Lauener, 1963
- Aconitum sinchiangense W.T.Wang, 1979
- Aconitum sinoaxillare W.T.Wang, 1965
- Aconitum sinomontanum Nakai, 1935
- Aconitum smithii Ulbr. ex Hand.-Mazz., 1939
- Aconitum soongaricum (Regel) Stapf, 1905
- Aconitum souliei Finet & Gagnep., 1904
- Aconitum soyaense Kadota, 2007
- Aconitum spathulatum W.T.Wang, 1965
- Aconitum spiripetalum Hand.-Mazz., 1939
- Aconitum staintonii Lauener, 1964
- Aconitum stapfianum Hand.-Mazz., 1931
- Aconitum stoloniferum Vorosch., 1978
- Aconitum stramineiflorum P.K.Chang ex W.T.Wang, 1965
- Aconitum stylosoides W.T.Wang, 1979
- Aconitum stylosum Stapf, 1910
- Aconitum subglandulosum Khokhr., 1989
- Aconitum sukaczevii Steinb., 1937
- Aconitum superbum Fritsch, 1895
- Aconitum swatense Tamura, 1963

## T
- Aconitum tabatae Tamura, 1986
- Aconitum taigicola Vorosch., 1989

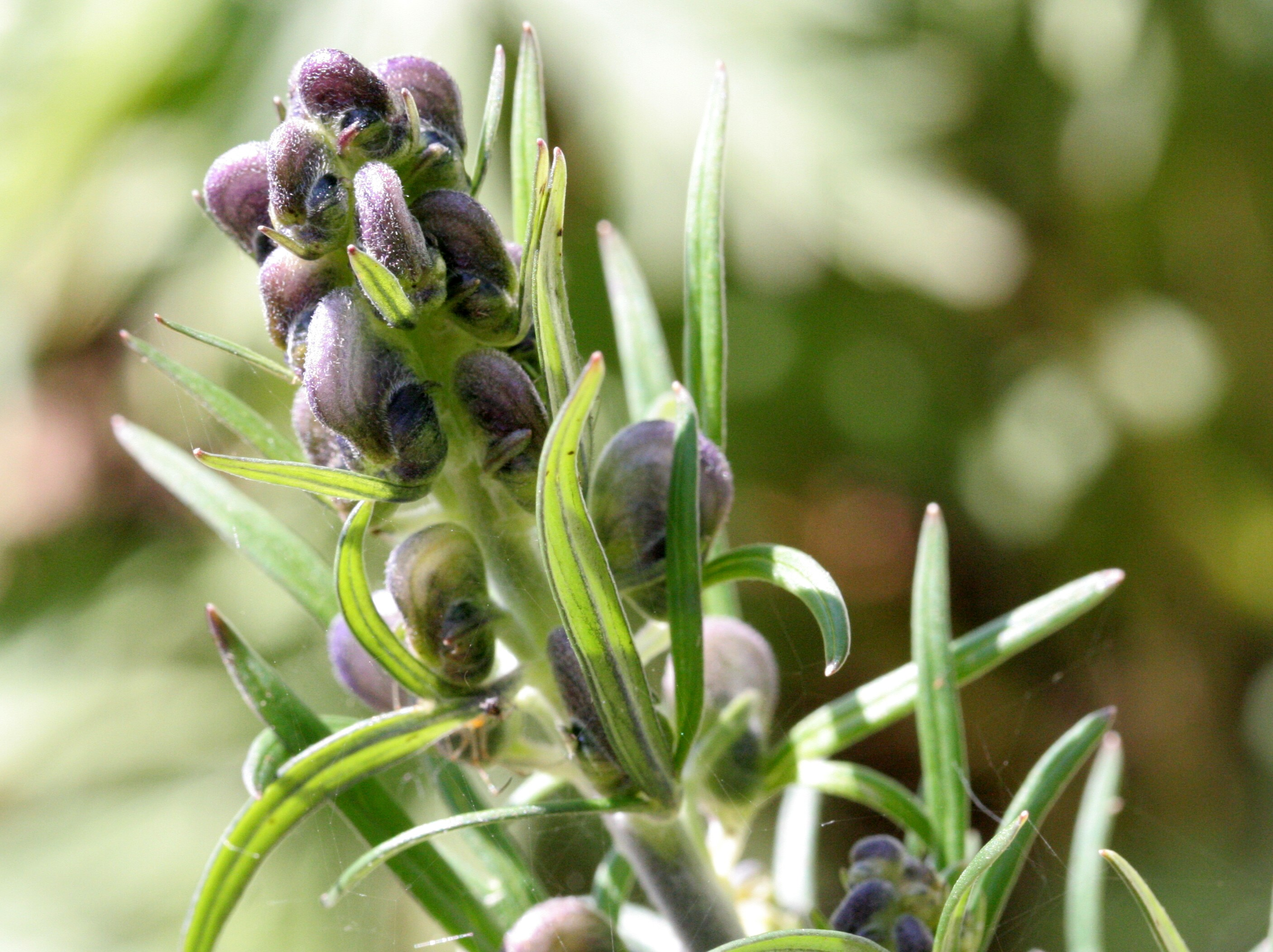
Aconitum tauricum

- Aconitum taipeicum Hand.-Mazz., 1939
- Aconitum talassicum Popov, 1936
- Aconitum tangense Marquand & Airy Shaw, 1929
- Aconitum tanguticum (Maxim.) Stapf, 1905
- Aconitum tanzybeicum Stepanov, 1993
- Aconitum taronense (Hand.-Mazz.) H.R.Fletcher & Lauener, 1950
- Aconitum tatsienense Finet & Gagnep., 1904
- Aconitum tauricum Wulfen, 1788
- Aconitum tawangense R.Tiwary, Harsh Singh & D.Adhikari, 2019
- Aconitum tenue Rydb., 1902
- Aconitum tenuicaule W.T.Wang, 1979
- Aconitum × teppneri Mucher ex Starm., 2001
- Aconitum tongolense Ulbr., 1916
- Aconitum toxicum Rchb., 1819
- Aconitum transsectum Diels, 1912
- Aconitum trisectum (W.T.Wang & L.Q.Li) Luferov & Erst, 2017
- Aconitum × triste (Fisch. ex Rchb.) Gáyer, 1907
- Aconitum tsaii W.T.Wang, 1965
- Aconitum tsariense Lauener, 1963
- Aconitum tuoliense W.T.Wang, 2016
- Aconitum turczaninowii Vorosch., 1967

## U
- Aconitum umbrosum (Korsh.) Kom., 1833
- Aconitum umezawae Kadota, 2012
- Aconitum uncinatum L., 1762

## V
- Aconitum variegatum  L., 1753
- Aconitum vilmorinianum  Kom., 1965
- Aconitum vilmorinii  Kom, 1909

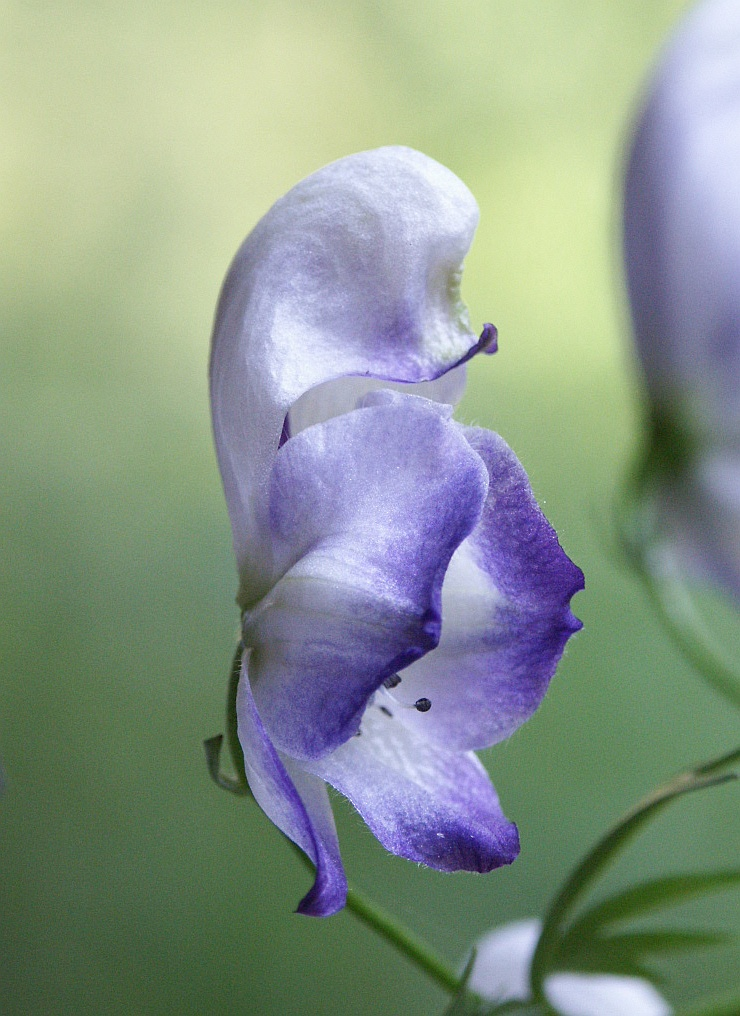
Aconitum variegatum

- Aconitum violaceum  Jacquem. ex Stapf, 1905
- Aconitum volubile  Pall. ex Koelle, 1787
- Aconitum vulparia  Rchb., 1819

## W
- Aconitum wajimanum Kadota, 2018
- Aconitum williamsii  Lauener, 1964
- Aconitum woroschilowii  Luferov, 1990
- Aconitum wuchagouense  Y.Z.Zhao, 1985
- Aconitum wumengense J.He & E.D.Liu, 2018

## Y
- Aconitum yangii  W.T.Wang & L.Q.Li, 1987
- Aconitum yinschanicum  Y.Z.Zhao, 1991
- Aconitum yuparense  Takeda, 1915

## Z
- Aconitum zigzag  H.Lév. & Vaniot, 1906